# Catedral de la Epifanía (Sioux City)
La catedral de la Epifanía (en inglés: Cathedral of the Epiphany) se localiza en Sioux City, Iowa en los Estados Unidos. Se trata de la catedral parroquial de la Diócesis de Sioux City. La catedral está ubicada en la calle 1000 Douglas, en Sioux City.
La catedral de la Epifanía tuvo sus inicios como la Iglesia de Santa María en 1891 el Reverendo Timothy Treacy fue el primer párroco de la parroquia.